# Denis Dobo-Schoenenberg
Denis Dobo-Schoenenberg, né à Marseille le 6 janvier 1957, est un haut fonctionnaire, diplomate et écrivain français.

## Biographie
Après une scolarité secondaire et des études supérieures à Marseille terminées par une maîtrise de droit public, il intègre ensuite l’ENA, promotion 1982 Henri-François d'Aguesseau.
Choisissant le corps préfectoral, il est successivement de 1982 à 1990 directeur de cabinet à Digne puis à Pau et sous-préfet à Sartène en Corse (île d'origine de sa grand-mère maternelle).
En 1990, année suivant la chute du mur de Berlin, il est pendant un an chef du cabinet diplomatique auprès du général gouverneur militaire français de Berlin.
Affecté en mobilité auprès du ministère des Affaires étrangères, il devient ensuite pendant trois ans premier conseiller à l’ambassade de France au Kenya (Nairobi).
De 1994 à 1998, il est secrétaire général de la préfecture du Loir-et-Cher à Blois, puis de 1998 à 2003 secrétaire général de la préfecture de Saint-Brieuc dans les Côtes-d'Armor. De 2003 à 2006, il est sous-préfet de Cherbourg. En 2006, il est nommé sous-directeur du corps préfectoral et des administrateurs civils au ministère de l'Intérieur.
De 2007 à 2010, il retourne aux Affaires étrangères comme conseiller de coopération et d'action culturelle à l'Ambassade de France en Croatie (Zagreb). De 2010 à 2015, il remplit diverses missions pour le ministère de l'Intérieur et le ministère de l'Outre-mer, notamment la direction de la cellule de planification et de conduite des Jeux du Pacifique de 2011.
De mai 2015 à septembre 2022, il est sous-préfet de Sarcelles.
Par décret du 7 septembre 2022, il est nommé préfet en mission de service public à partir du 1er octobre 2022 et admis à la retraite à compter du 1er juillet 2023

## Distinctions honorifiques
- Chevalier de l'ordre national du Mérite en 2001[6]
- Chevalier de la Légion d'honneur en 2016[7]
- Officier de l’ordre national du Mérite en 2022

## Vie privée
Denis Dobo-Schoenenberg est marié et a un fils. Mélomane et musicien, il est notamment pianiste amateur (musique classique).

## Publications
- Guide gastronomique des meilleurs restaurants de Rome, 1980
- La Fiancée de l'aube, Éditions Lacour, 1999  (ISBN 978-2-84406-552-0), 2e édition, Encre bleue, 2003  (ISBN 978-2-84379-194-9)
- Le Fils prodigue, Tour de Babel, 2009  (ISBN 978-2-3583-6085-2)
- La Rose rouge ou le Chevalier pourfendu, 2013
- Poèmes et nouvelles disponibles en ligne sur le site "We love words"